# 一般相対性原理
一般相対性原理（いっぱんそうたいせいげんり、英: general principle of relativity）とは、一般相対性理論においてアルベルト・アインシュタインが仮設として導入した原理の一つで「物理学の法則は、任意の仕方で運動している座標系に関していつも成立する」という命題からなる。慣性系間の座標変換に関する命題である特殊相対性原理を、一般相対性理論の対象である重力場を含む加速度系についても適用できるように拡張したものとして提案された。
なお、一般相対性原理をより数学的に具体的に拡張した主張として一般共変性原理がある。これは、「自然の一般法則は、すべての座標系に対して成り立つ、すなわち任意の座標変換に対して一般共変な方程式で表される」あるいは「一般座標変換によって物理法則は不変である」という命題からなり、数学的には、自然の法則がテンソルのすべての成分がゼロになるということで定式化されるべきであることを主張する。